# 박미희
박미희(朴美姬, 1963년 12월 10일~)는 대한민국의 배구 선수, 지도자, 해설가이다. 2014-2015 시즌부터 2021-2022 시즌까지 8시즌 동안 인천 흥국생명 핑크스파이더스의 감독을 역임하였다. 
1988년 하계 올림픽에 출전하였으며, 화려한 플레이로 "코트의 여우"라는 별명이 있다.

## 현역 시절
박미희는 현역 시절 초대(1984년) 대통령배 배구대회 MVP로 뽑힌 스타플레이어 출신이다. 배구 선수로서는 신장이 큰 편이 아닌데도 센터로 뛰었으며 88 서울올림픽 때 수비상을 받을 정도로 수비력도 뛰어났다. 올림픽에서 미도파 구단 소속으로 김옥순 센터와 함께 주전 센터로 활약하였다.

## 현역 은퇴 이후
은퇴 이후에는 주로 KBS n 스포츠 프로배구 해설위원으로 활동하였다.

## 인천 흥국생명 핑크스파이더스감독 시절
2014-2015시즌 시작 전에 흥국생명의 감독으로 부임하였다. 2016-2017 시즌에는 뛰어난 리더쉽으로 흥국생명을 9년만의 정규리그 우승으로 이끌었다. 하지만 챔피언결정전에서는 화성 IBK 기업은행 알토스에게 패배하며 준우승에 머물렀고, 2018-2019 시즌에 다시 한 번 정규리그 우승을 차지했으며 이후 김천 한국도로공사 하이패스와 맞붙은 챔피언결정전에서도 우승을 차지하여 통합 우승을 일궈내어 명장 반열에 올랐다. 이는 여성 감독이 V-리그에 부임한 이후 최초로 거둔 통합 우승이다. 이후 2019-2020, 2020-2021, 2021-2022 시즌까지 세 시즌 동안 인천 흥국생명 핑크스파이더스의 감독으로 더 지내다가 2021-2022 시즌을 마친 후 계약이 만료되어 후임 감독인 권순찬에게 자리를 맡겨주고 퇴임하였다.

## 배구 해설위원 복귀
퇴임 후 KBS n 스포츠 배구 해설위원으로 복귀했다. KBS n 스포츠 배구 해설위원이었던 이숙자가 대전 KGC인삼공사의 코치로 부임하면서 KBS n 스포츠의 배구 해설위원 한 자리가 공석이 됨에 따라, KBS n 스포츠에서 박미희를 해설위원으로 재영입하였다.

## 경력사항
- 2014.05-2022.03 인천 흥국생명 핑크스파이더스 감독
- 2006~2014 KBSN 배구해설위원
- 2003~2005 옌볜 과학기술대 체육학 부교수
- 1990 북경 아시안게임 국가대표 은메달
- 1988 서울올림픽 국가대표 8위
- 1984 미국 LA올림픽 국가대표 5위
- 1983 미도파배구단 입단
- 1981 멕시코 세계청소년여자선수권대회 우승
- 1980 아시아청소년배구선수권대회 우승